# 图姆贝
图姆贝（Thumbe），是印度卡纳塔克邦Dakshina Kannada县的一个城镇。总人口5558（2001年）。

## 人口
该地2001年总人口5558人，其中男性2770人，女性2788人；0—6岁人口650人，其中男332人，女318人；识字率73.19%，其中男性为79.53%，女性为66.89%。